# علي الزيبق
علي الزيبق هو شخصية حقيقية. وواحد من أشهر أبطال السير الشعبية العربية والمصرية، روَت الأجيال بطولته حتى اختلطَت القصص بالواقع، واجه الزيبق الاستبداد والفساد وظلم الحكام في زمن الخليفة العثماني، بمصر المملوكية. بدأَت حكايته بعد مقتل والده حسن رأس الغول، على يد المقدم صلاح الكلبي بعدما حل مكانه في منصبه، فأرسل الكلبي لرأس الغول جاريةً دسَّت له السم في الطعام فقتلته، فجاء علي بالحيل والألاعيب الفردية ليثأر لأبيه وللمجتمع كله من الظلم الواقع عليهم، فخُلَّد في الذاكرة العربية، واحتل مكانةً مميزةً في ذاكرة المصريين، فقد عُرف بنصير الشعب الذي انتقم من السلطة التي سرقَت قوتهم وأحلامهم، حتى عُرِف بروبن هود العرب أو اللص الشريف، لما فعله بالسلطة.

## القصة
تدور أحداث تلك الحكاية بين مصر وبغداد، وتحكى قصة «فساد» كبيرة يشترك فيها كل أطراف السلطة، ابتداءً من الخليفة وانتهاءً بالعسكر والعسس، والكل في دائرة الفساد مشترك، ومن كثرة الفساد أصبحت مقولة «حاميها حراميها» قولًا وفعلًا، فالمسؤول عن حفظ الأمن والملقب باسم «المقدم سنقر الكلبي»، أراد الوالي تجنب فساده وسرقته فجعله على رأس جهاز الأمن ليضمن أنه لن يسرق إلا بإشرافه وتحت رعايته.

## التجسيد
حكاية علي الزيبق، هي حكاية مشهورة في مصر، خاصة بعد أن تم تنفيذها كمسلسل تلفزيوني باسم علي الزيبق بطولة فاروق الفيشاوي وتم تنفيذ دراما سورية واحدة عام 1976 بطولة منى واصف ونسخة جديدة بطولة كاريس بشار ووائل شرف عام 2011 باسم مغامرات دليلة والزيبق.

## ألف ليلة وليلة
وردَت قصة علي الزيبق، في كتاب ألف ليلة وليلة، ابتداءً بقصته مع أحمد الدنف (في الليلة 96) ثم زينب النصابة (في الليلة 97).

## محاربة الفساد
أحداث هذه السيرة تلقى الضوء على حياة المقدم «حسن راس الغول» والد علي الزيبق، وصراعه مع ثنائي الشر المستعر، المقدم «سنقر الكلبي»، والمقدمة «دليلة العراقية المحتالة»، اللذين تكالبا على «راس الغول» وأهلكاه، وجاء «علي» لينتقم من هذا الظلم والطغيان، خلافاً لرغبة أمه «فاطمة الفيومية»، التي كانت تريد لابنها حياة آمنة مستقرة، إلا أنه سلك مسار أبيه في الانتقام من سنقر الكلبي، ولقد حارب الزيبق «سنقر الكلبي» بالحيلة والذكاء فتغلب عليه وعلى دليلة، واستهزأ به أمام العامة والخاصة، وحينما تسوء الأمور، تظهر الأم لتدافع عن ابنها وتنقذه من المهالك مرة بعد مرة.

## نصير الضعفاء
احتلال «الزيبق» لهذه المكانة المتميزة في عقول المصريين وقلوبهم جاء نتيجة ما يمثله هذا اللص الشريف من تحقيق قيمة العدل، المبنى على أساس أن الجزاء من جنس العمل، فكما تسرق السلطة أقوات الناس وأحلامهم، يسرق الزيبق ممثل الناس السلطة التي استولت على الثروات بالبطش والطغيان، وما «الزيبق» إلا مندوب لإعادة توزيع هذه الثروة المنهوبة فهو كان نصير المظلومين دائماً.

## علاقته بأمه
أهم ما يميز قصة علي الزيبق هي علاقته بأمه التي كانت على قدر كبير من الحساسية والجمال، فاطمة الملقبة بـ«أنثى الأسد»، لا تلقي بابنها إلى التهلكة، لكنها أيضاً لا تحرمه من الأخذ بحقه، والاعتراض على الظالمين، وإذا اشتد الكرب، ونفدت حيل «الشاطر» وبات على بعد خطوات من الموت تظهر فاطمة لتنقذ ابنها من الموت، بشجاعة واستبسال، فإذا غرر به أحد وأرسله إلى الصحراء ليموت من الجوع والعطش، جاءت إليه لتطعمه وتسقيه، وإذا التف حول رقبته حبل المشنقة جاءت إليه لتنقذه بشجاعة ألف فارس، وإذا فشل في حبه واكتشف غدر حبيبته ضمته إلى صدرها الدافئ لتعوضه عن حنانه المفتقد، وهذه هي الأم التي تتصدر مشهد البطولة دائما، والتي يقول عنها ناقدو الأدب ودارسوه إنها ترمز للأرض أو الوطن، والتي لا تطالب أبناءها بما لا يستطيعون، لكن إذا اكتشفت أنهم على قدر المسؤولية ساعدتهم، ووقفت بجانبهم، حتى لو كانوا لصوصاً، في زمن لا يقدر فيه المرء أن يأخذ حقوقه المسلوبة إلا بالسرقة.